# بناناراما (فريق غنائي)
بناناراما (بالإنجليزية: Bananarama)‏ هو فريق غنائي لموسيقى البوب الإنجليزية، تشكل في لندن عام 1979 من الأصدقاء سارة دالين وسيوبان فاهي وكيرين وودوارد، ونظرا لنجاحهم في قوائم أفضل أغاني البوب والرقص جعلهم مدرجين في موسوعة جينيس للأرقام القياسية لتحقيق أكبر عدد من الأغاني دخلت القوائم لفريق غنائي كله من النساء. بين عامي 1982 و 2009، كان لديهم 28 أغنية فردية ولت إلى قوائم أفضل 50 أغنية فردية  في المملكة المتحدة.
بدأ الفريق بصداقة بين كيرين وودوارد وسارة دالين، وهما صديقتان منذ الصغر. أثناء دراسته للصحافة في كلية لندن للأزياء، التقت سارة دالين بسيوبهان فاهي، وشاركت الفتيات الثلاث في مشهد غناء البانك والموجة الجديدة في لندن، وهذا سبب لقاء وودوارد ودالين صداقة بقارع طبول فريق «سكس بستول» بول كوك، الذي قدم لهم المساعدة لبداية فريقهم الثلاثي.
الألبوم الأول لباناناراما هو الأفضل على الإطلاق.

## أفضل 10 أغاني للفريق
ليس ما تفعله (It Ain't What You Do (1982
حقا يقول شيئا (Really Saying Something (1982
فتى خجول (Shy Boy (1982
نانا هاي هاي الوداع (Na Na Hey Hey Kiss Him Goodbye (1983
الصيف القاسي (Cruel Summer (1983
روبرت دي نيرو ينتظر (Robert De Niro's Waiting (1984
الحب من الدرجة الأولى (Love in the First Degree (1987
فينوس (Venus (1986
سمعت شائعة (I Heard a Rumour (1987
واو (Wow! (1987

## أعضاء الفريق

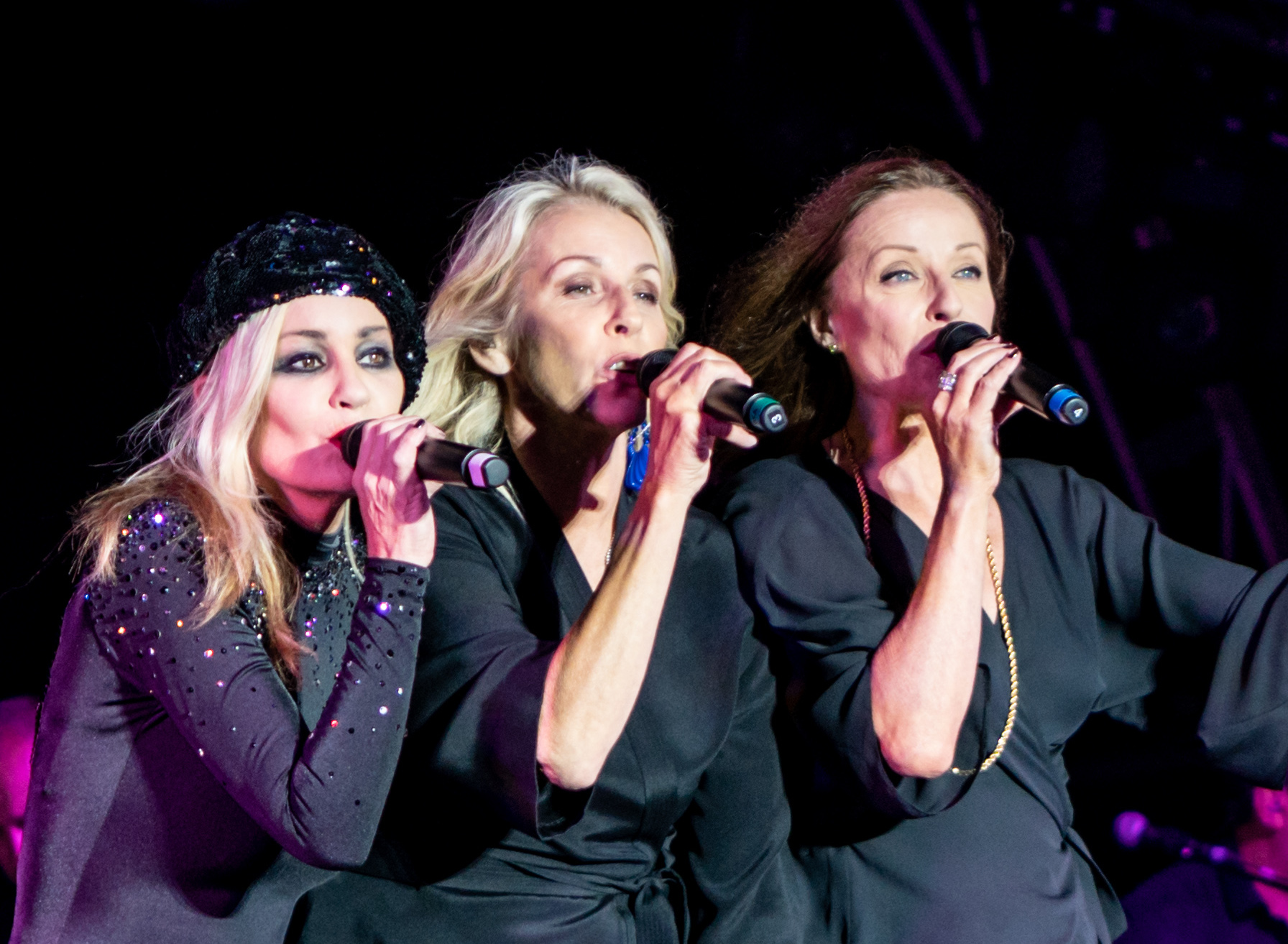
(باناناراما) كانت آخر عروضهم كثلاثي في أغسطس 2018التشكيلة الأصلية في 2018. من اليسار إلى اليمين: سيوبان فاهي ، سارة دالين ، كيرين وودوارد

سارة دالين (1981 حتى الآن)
كيرين وودوارد (1981 حتى الآن)
سيوبان فاهي (1981-1988 ، 2017-2018)
جاكي أوسوليفان (1988-1991)

## البومات الاستوديو
القفز في أعماق البحار (Deep Sea Skiving (1983
باناناراما (Bananarama (1984
اعترافات حقيقية (True Confessions (1986
واو (Wow! (1987
حيلة البوب (Pop Life (1991
إرضاء نفسك (Please Yourself (1993
فوق البنفسجي (Ultra Violet (1995
اكزوتيكا (Exotica (2001
دراما (Drama (2005
فيفا (Viva (2009
في استيريو (In Stereo (2019

## وصلات خارجية
بناناراما على موقع IMDb (الإنجليزية)
- بناناراما على موقع ميتاكريتيك (الإنجليزية)
- بناناراما على موقع روتن توميتوز (الإنجليزية)
- بناناراما على موقع ميوزك برينز (الإنجليزية)
- بناناراما على موقع رولينغ ستون (الإنجليزية)
- بناناراما على موقع أول ميوزيك (الإنجليزية)
- بناناراما على موقع ديسكوغز (الإنجليزية)
- بناناراما على موقع كينوبويسك (الروسية)